# Rio Buhăescu
O Rio Buhăescu é um rio da Romênia afluente do Rio Repede, localizado no distrito de Maramureş.